# تمرتون
تمرتون أو «تمر تووون» مسلسل كرتوني يعالج بأسلوب كوميدي وخفيف حياة أسرة مكونة من ثلاث شخصيات جميعها مصنوعة من التمر: تامر، تمره وتمران، يعيشون في منزل بمنطقة الرياض. 
أبطالها الحلقات عبارة عن حبات من التمر (لارتباطها بالثقافة السعودية) تتناقش فيما بينها –أي حبات التمر- بقضايا الساعة والمستجدات السياسية، والاجتماعية.
مدة الحلقة لا تتجاوز الدقيقة والنصف.

## البرنامج
يتكون البرنامج من ثلاثة شخصيات رئيسية: “تمرة” وهي عشرينية سعودية لم تتلق تعليماً كافياً، وتركض وراء صيحات الموضة والأفلام والمسلسلات المدبلجة، مما يزعج أحياناً زوجها المتعلم “تامر” والذي يُفترض كما تحاول حلقات البرنامج إيصاله للمتابع بأنه على قدر من الثقافة. أما البطل الثالث هو شقيق “تمرة” “تمران” والذي يقطن معها في نفس المنزل، ويتسم بالتقليدية  ولكن تمره لا يحب أكل تمور.